# Presidente da Geórgia
O Presidente da Geórgia (em georgiano:  საქართველოს პრეზიდენტი, transl. sakartvelos prezidenti) é o chefe de estado, comandante-em-chefe supremo e detentor do cargo mais elevado dentro do governo da Geórgia. O Poder Executivo, naquele país, é dividido entre o presidente e o primeiro-ministro, que é o chefe de governo. O cargo foi introduzido após a declaração de independência da Geórgia da União Soviética, em abril de 1991.
Cada presidente serve um mandato de cinco anos; o cargo é atualmente ocupado por Salome Zurabishvili, que sucedeu Giorgi Margvelashvili.

## Deveres e poderes constitucionais
O Presidente da Geórgia é o chefe de estado e chefe do Poder Executivo do país, responsável por dirigir e implementar políticas domésticas e externas, assegurar a unidade e integridade territorial do país, e supervisionar as atividades dos organismos estatais de acordo com a Constituição da Geórgia. É o representante supremo do país nas relações internacionais.
O presidente é eleito através de um colégio eleitoral, composto por 300 membros, para um período de cinco anos, podendo ocupar apenas, dois mandatos. Qualquer cidadão georgiano que tenha o direito de votar e que tenha alcançado a idade de 35 anos e vivido no país por não menos que 15 anos pode se candidatar ao cargo. O presidente não pode ocupar qualquer outro cargo além de uma posição em seu partido, nem se envolver em quaisquer atividades empresariais, receber salários ou qualquer outra remuneração permanente por qualquer outro tipo de atividade.
O Presidente da Geórgia assina tratados e acordos internacionais e conduz negociações com outros Estados e nações; com o consentimento do Parlamento, indica e destitui embaixadores e outros representantes diplomáticos do país, recebe as credenciais de embaixadores e outros dignitários de países estrangeiros e organizações internacionais, indica o primeiro-ministro e os demais membros do governo e remove os ministros de seus cargos. Também é responsável por submeter ao Parlamento o orçamento estatal após determinar seu conteúdo com comitês parlamentares, declarar uma lei marcial ou um estado de emergência e interromper o funcionamento das atividades de unidades territoriais ou organismos autônomos, bem como de entidades nacionais. Também assina e promulga as leis, tem o direito de dissolver o Parlamento em determinadas circunstâncias estabelecidas pela Constituição, decide questões relacionadas a cidadania e a concessão de asilo político e de perdões especiais. Também é responsável por estabelecer o cronograma das eleições parlamentares e de outros corpos representativos, e tem a prerrogativa de revogar os atos destes organismos subordinados. Na condição de Comandante-em-Chefe Supremo das Forças Armadas, indica os membros do Conselho Nacional de Segurança, conduz suas reuniões e aponta e destitui comandantes militares.
O presidente goza de imunidade; durante seu período no cargo, não pode ser preso, e nenhum processo criminal pode ser iniciado contra ele. Caso o presidente viole a Constituição, traia o Estado ou comete quaisquer crimes, o Parlamento pode removê-lo do cargo com a aprovação de um Tribunal Constitucional ou da Suprema Corte.

## Juramento
No terceiro domingo após a eleição presidencial a cerimônia de posse é realizada. O presidente faz um juramento "perante Deus e a Nação":
მე საქართველოს პრეზიდენტი, ღვთისა და ერის წინაშე ვაცხადებ, რომ დავიცავ საქართველოს კონსტიტუციას, ქვეყნის დამოუკიდებლობას, ერთიანობასა და განუყოფლობას, კეთილსინდისიერად აღვასრულებთ პრეზიდენტის მოვალეობას, ვიზრუნებ ჩემი ქვეყნის მოქალაქეთა უსაფრთხოებისა და კეთილდღეობისათვის, ჩემი ხალხის და მამულის აღორძინებისა და ძლევამოსილებისათვის!
Eu, Presidente da Geórgia, juro solenemente, perante Deus e a minha nação, defender a Constituição da Geórgia e a independência, unidade e inseparabilidade do meu país. Executarei com honestidade as funções de presidente. Protegerei o bem-estar e a segurança de meu povo, e cuidarei do renascimento e do poder de minha Nação e Pátria.

## Estandarte

Estandarte do presidente da Geórgia (até 2020)

O estandarte presidencial é uma adaptação da bandeira nacional georgiana, com o brasão de armas do país ao centro. Cópias do estandarte são usadas no escritório do presidente, no Edifício da Chancelaria, e em outras agências estatais, e no veículo utilizado pelo presidente para se locomover pelo país.

## História do cargo

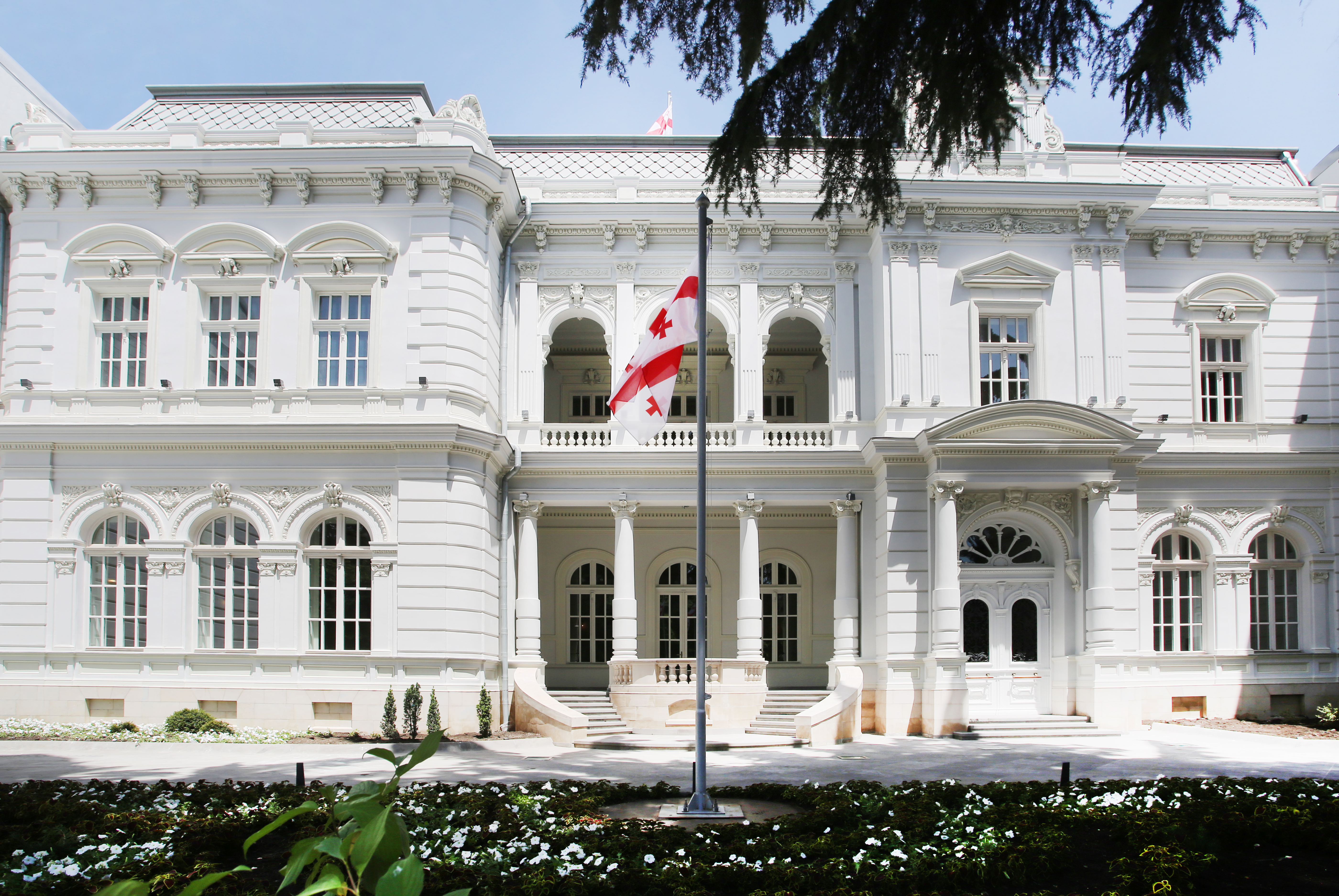
Sede do local de trabalho do presidente.

Após a Geórgia se separar formalmente da União Soviética, em 9 de abril de 1991, o Conselho Supremo da República da Geórgia votou, em 14 de abril, por criar o cargo de Presidente-Executivo, e indicou Zviad Gamsakhurdia para ocupá-lo até a realização de eleições diretas. Nas eleições nacionais para o cargo, realizadas em 26 de maio do mesmo ano, Gamsakhurdia conquistou uma vitória esmagadora, tornando-se o primeiro Presidente da República da Geórgia. Gamsakhurdia, no entanto, foi deposto num golpe militar em janeiro de 1992, e ocupou o cargo de presidente no exílio até sua morte, numa tentativa fracassada de reconquistar o poder em dezembro de 1993. No vácuo de poder legítimo criado pelo golpe, o cargo de Chefe de Estado foi introduzido para denominar o novo líder do país, Eduard Shevardnadze, 10 de março de 1992. Após a adoção de uma nova constituição, em 24 de agosto de 1995, o cargo foi restaurado. Shevardnadze foi eleito à presidência em 5 de novembro daquele ano, e reeleito em 9 de abril de 2000. Renunciou, sob pressão de uma série de demonstrações populares conhecidas como a Revolução Rosa, em 23 de novembro de 2003. Após o breve período em que Nino Burjanadze foi presidente interina, Mikheil Saakashvili foi eleito, em 4 de janeiro de 2004; Saakashvili renunciou voluntariamente antes do fim de seu primeiro mandato, como uma maneira de neutralizar as tensões surgidas após as demonstrações ocorridas em 2007, e convocou eleições presidenciais antecipadamente; foi reeleito em 5 de janeiro de 2008.

## Líderes da Geórgia desde 1918

### República Democrática da Geórgia(1918-1921)

#### Chefe de estado
- Noe Nikolozis dze Jordania (26 de maio de 1918 - 12 de março de 1919) (Presidente do Conselho Nacional de outubro de 1918, posteriormente Presidente do Parlamento)

#### Presidente daAssembleia Constituinte
- Nikolay Chkheidze (12 de março de 1919 - 25 de fevereiro de 1921)

### República Democrática da Geórgia no Exílio (1921-1954)

#### Chefes de estado
- Noe Nikolozis dze Jordania (18 de março de 1921 - 11 de janeiro de 1953) (do exílio em Leuville-sur-Orge, França)
- Yevgeniy Petrovich Gegechkori (1953 - 1954) (do exílio em Leuville-sur-Orge)

### República Socialista Federativa Soviética Transcaucasiana(1922-1936) eRepública Socialista Soviética da Geórgia(1936-1991)

#### Primeiros-secretários doPartido Comunista da Geórgia
- Mamia Orakhelashvili (março de 1921 a abril de 1922)[2]
- Mikheil Okujava (abril a 22 de outubro de 1922)
- Vissarion Lominadze (25 de outubro de 1922 - agosto de 1924)
- Mikheil Kakhiani (agosto de 1924 a maio de 1930)
- Levan Gogoberidze (maio a 19 de novembro de 1930)
- Samson Mamulia (20 de novembro de 1930 - 11 de setembro de 1931)
- Lavrenty Kartvelishvili (11 de setembro a 14 de novembro de 1931)
- Lavrenti Beria (14 de novembro de 1931 - 18 de outubro de 1932)
- Petre Agniashvili (18 de outubro de 1932 - 15 de janeiro de 1934)
- Lavrentiy Beria (15 de janeiro de 1934 - 31 de agosto de 1938)
- Candide Charkviani (31 de agosto de 1938 - 2 de abril de 1952)
- Akaki Mgeladze (2 de abril de 1952 - 14 de abril de 1953)
- Aleksandre Mirtskhulava (14 de abril a 19 de setembro de 1953)
- Vasil Mzhavanadze (20 de setembro de 1953 - 29 de setembro de 1972)
- Eduard Shevardnadze (29 de setembro de 1972 - 6 de julho de 1985)
- Jumber Patiashvili (6 de julho de 1985 - 14 de abril de 1989)
- Givi Grigorievich Gumbaridze (14 de abril de 1989 - 7 de dezembro de 1990)

### República da Geórgia(1991-Presente)

#### Líder do Conselho Supremo
- Zviad Konstantines dze Gamsakhurdia (14 de novembro de 1990 - 14 de abril de 1991)

#### Presidentes
- Zviad Konstantines dze Gamsakhurdia (14 de abril de 1991 - 6 de janeiro de 1992)
- Tengiz Kalistratis dze Kitovani e Djaba Aleksandres dze Ioseliani (6 de janeiro - 10 de março de 1992) (co-líderes do Conselho Militar)

#### Líder do Conselho de Estado
- Eduard Ambrosis dze Shevardnadze (10 de março - 6 de novembro de 1992)

#### Líder do Parlamento
- Eduard Ambrosis dze Shevardnadze (6 de novembro de 1992 - 26 de novembro de 1995)

#### Presidentes
- Eduard Shevardnadze (26 de novembro de 1995 - 23 de novembro de 2004)
- Nino Burjanadze (22 de novembro de 2004 - 25 de janeiro de 2005) (em exercício)
- Mikheil Saakashvili (25 de janeiro de 2005 - 25 de novembro de 2007)
- Nino Burjanadze (25 de novembro de 2007 - 20 de janeiro de 2008)  (em exercício)
- Mikheil Saakashvili (20 de janeiro de 2008 - 17 de novembro de 2013)
- Giorgi Margvelashvili (17 de novembro de 2013 - 16 de dezembro de 2018)
- Salome Zurabishvili (16 de dezembro de 2018 - presente)

## Gabinete do presidente
- Ekaterine Sharashidze - chefe da administração presidencial
- Maka Skhirtladze - sub-chefe da administração presidencial
- Lado Chanturia - conselheiro-legal do presidente da Geórgia